# Diocesi di Murska Sobota
La diocesi di Murska Sobota (in latino Dioecesis Sombotensis) è una sede della Chiesa cattolica in Slovenia suffraganea dell'arcidiocesi di Maribor. Nel 2023 contava 81.486 battezzati su 115.319 abitanti. La sede è vacante, in attesa che il vescovo eletto Janez Kozinc ne prenda possesso.

## Territorio
La diocesi comprende la parte orientale della Slovenia, coprendo la quasi totalità della Murania.
Sede vescovile è la città di Murska Sobota, dove si trova la cattedrale di San Nicola.
Il territorio è suddiviso in 36 parrocchie, raggruppate in 3 decanati.

## Storia
La diocesi è stata eretta il 7 aprile 2006 con la bolla Slovenorum fidelium di papa Benedetto XVI, ricavandone il territorio dalla diocesi di Maribor, che contestualmente è stata elevata al rango di arcidiocesi metropolitana.

## Cronotassi dei vescovi
Si omettono i periodi di sede vacante non superiori ai 2 anni o non storicamente accertati.
- Marjan Turnšek (7 aprile 2006 - 28 novembre 2009 nominato arcivescovo coadiutore di Maribor)
- Peter Štumpf, S.D.B. (28 novembre 2009 - 29 novembre 2024 nominato vescovo di Capodistria)
  - Peter Štumpf, S.D.B., dal 1º febbraio 2025 (amministratore apostolico)
- Janez Kozinc, dal 18 giugno 2025

## Statistiche
La diocesi nel 2023 su una popolazione di 115.319 persone contava 81.486 battezzati, corrispondenti al 70,7% del totale.
| anno | popolazione | popolazione | popolazione | presbiteri | presbiteri | presbiteri | presbiteri                | diaconi | religiosi | religiosi | parrocchie |
| anno | battezzati  | totale      | %           | numero     | secolari   | regolari   | battezzati per presbitero | diaconi | uomini    | donne     | parrocchie |
| ---- | ----------- | ----------- | ----------- | ---------- | ---------- | ---------- | ------------------------- | ------- | --------- | --------- | ---------- |
| 2006 | 95.463      | 120.140     | 79,5        | 61         | 50         | 11         | 1.564                     |         | 12        | 15        | 36         |
| 2012 | 95.400      | 119.600     | 79,8        | 54         | 44         | 10         | 1.766                     |         | 17        | 13        | 36         |
| 2013 | 95.500      | 119.800     | 79,7        | 56         | 47         | 9          | 1.705                     |         | 15        | 20        | 36         |
| 2016 | 84.700      | 111.000     | 76,3        | 55         | 44         | 11         | 1.540                     |         | 16        | 21        | 36         |
| 2019 | 83.900      | 110.000     | 76,3        | 55         | 43         | 12         | 1.525                     |         | 15        | 23        | 36         |
| 2021 | 83.481      | 112.326     | 74,3        | 52         | 41         | 11         | 1.605                     |         | 12        | 19        | 36         |
| 2023 | 81.486      | 115.319     | 70,7        | 55         | 44         | 11         | 1.481                     |         | 13        | 21        | 36         |